# Priscille Gislaine Moadougou
Priscille Gislaine Moadougou est une journaliste sportive et autrice camerounaise née le 21 octobre 1974 à Abong Mbang dans la région de l'Est. Elle est en service au quotidien national bilingue Cameroon Tribune.

## Biographie
Priscille Gislaine Moadougou naît le 21 octobre 1974 à Abong Mbang, au Cameroun. Titulaire d'une licence en sociologie de l'université de Douala, Priscille Moadougou obtient un diplôme en journalisme de l'École supérieure des sciences et techniques de l'information et de la communication ESSTIC en 2003.

### Carrière journalistique
Priscille Moadougou est surnommée Madame sport au Cameroun. Elle fait carrière au sein de plusieurs médias du pays, notamment en tant que reporter à Mutations en 2004. Elle devient par la suite rédactrice en chef adjointe dans le même organe de presse. 
Après 13 ans de service, elle a rejoint en 2017 le quotidien gouvernemental Cameroon Tribune.  La journaliste se spécialise dans le sport et couvre de nombreux événements importants, tels que les Coupes du monde de football et les Coupes d'Afrique des Nations.

### UFRESA
Priscille Moadougou devient présidente en 2018 de l'antenne camerounaise l'union des femmes reporters sportives d'Afrique (UFRESA). Sa réélection le 21 avril 2023 pour 4 ans, marque le retour en activité de cette association qui œuvre pour la promotion du sport féminin et la valorisation des sportives toutes disciplines confondues. Elle remplace Édith Virginie Ngo Mbock,.
Cette association panafricaine, qui regroupe essentiellement les femmes de médias spécialisées dans le sport est implanté en Afrique francophone, notamment au Sénégal et au Mali.

### Écriture
La Coupe d'Afrique des Nations 2017  au Gabon a débuté sans que l'équipe nationale camerounaise de football, les Lions indomptables ne soient considérés comme des favoris. Mais contre toute attente, ils surmontent les obstacles et remportent le trophée pour la cinquième fois. Cet épisode inspire à Priscille Moadougou l'écriture de Miracle à Libreville, carnet d'une victoire surprise. Ce livre plonge au cœur de l'action, fait découvrir jour après jour le récit d'une aventure, d'une épopée sportive. Il retrace l'histoire cette équipe qui retrouve leur état d'esprit passé et qui depuis quelques années leur a fait défaut, au grand dam des supporters et du peuple camerounais. 

## Publication
- Miracle à Libreville - Carnets d'une victoire surprise, Independently published, 2023, 98 p. (ISBN 9798873021611).